# NGC 584
NGC 584 este o galaxie situată în constelația Balena. A fost descoperită în 10 septembrie 1785 de către William Herschel. De asemenea, a fost observată încă o dată de către John Herschel, Herbert Howe și în  30 noiembrie 1885 de către Lewis Swift.